# Pseudoxenos robertsoni
Pseudoxenos robertsoni är en insektsart som beskrevs av Pierce 1911. Pseudoxenos robertsoni ingår i släktet Pseudoxenos och familjen stekelvridvingar. Inga underarter finns listade i Catalogue of Life.